# Dictyna livida
Dictyna livida är en spindelart som först beskrevs av Cândido Firmino de Mello-Leitão 1941. 
Dictyna livida ingår i släktet Dictyna och familjen kardarspindlar. Inga underarter finns listade i Catalogue of Life.